# Arthur von Posadowsky-Wehner
Arthur von Posadowsky-Wehner, född 3 juni 1845 i Groß-Glogau i provinsen Schlesien i Preussen (idag Głogów i Polen), död 23 oktober 1932 i Naumburg an der Saale, var en tysk greve och statsman.

## Biografi
Arthur von Posadowsky-Wehner tillhörde en gammal schlesisk adelssläkt Posadowsky, som 1743 erhöll preussisk grevevärdighet och 1761 till sitt namn fogade namnet Wehner. Han blev efter studier i Breslau 1867 där juris doktor, ägnade sig först åt jordbruk och sedan åt den administrativa ämbetsmannabanan samt blev 1873 lantråd.
Åren 1882–1885 var Posadowsky-Wehner ledamot av preussiska lantdagens deputeradekammare, var 1885–1893 landeshauptmann för provinsen Posen och efterträdde augusti 1893 Helmuth von Maltzahn som riksfinansminister. Denna post utbytte han juni 1897 mot statssekretariatet för inrikes ärenden samt blev samtidigt preussisk statsminister och rikskanslerns ordinarie ställföreträdare. Han råkade emellertid i konflikt med rikskanslern Bernhard von Bülow som konservativ motståndare till dennes "blockpolitik" med åtföljande eftergifter åt de liberala grupperna och avgick till följd därav i juni 1907.
Posadowsky-Wehner visade som minister stort intresse för sociala frågor samt inlade synnerligen stora förtjänster om utvecklingen av ålderdomsförsäkringen för arbetare. Dessutom hade han stor andel i tillkomsten av 1904–1905 års handelstraktater och tillhörde i riksdagen regeringsbänkens flitigaste och mest auktoritativa talare.
Posadowsky-Wehner, som 1907 blivit medlem av preussiska herrehuset, invaldes 1912 ånyo i tyska riksdagen, denna gång som vilde, enär hans socialreformatoriska strävanden avlägsnat honom från det konservativa partiet, vars grundåskådning han dock delade. Han tillhörde tyska riksdagen och preussiska herrehuset till revolutionen 1918 och var därefter i tyska nationalförsamlingen 1919–1920 en av ledarna inom Deutschnationale Volkspartei (DNVP). Han förlorade i februari 1919 nationalförsamlingens val av provisorisk rikspresident, som motkandidat till Friedrich Ebert (SPD). Åren 1915–1917 var han även t.f. lantråd i Elbing.
Fram till 1920 var han gruppledare inom DNVP:s parlamentariska grupp. Efter Kappkuppen, som stöddes av flera DNVP-medlemmar, tog han avstånd från partiet, som enligt honom blivit för radikalt, och lämnade partiet i slutet av 1920.
Under inflationsåren 1923 och 1924 engagerade han sig för ersättning till de drabbade. År 1925 valdes han in i provinsen Sachsens provinsiallantdag och från 1928 till 1932 representerade han det lilla partiet Reichspartei für Volksrecht und Aufwertung i den preussiska lantdagen, där han öppnade mandatperiodens första session som lantdagens ålderspresident. Han avled 1932 vid 87 års ålder i Naumburg an der Saale och är begravd på domkyrkoförsamlingens begravningsplats där.
Förutom politiska broschyrer (om handelspolitik, arbetarförsäkring, bostadsfrågan) utgav Posadowsky-Wehner Geschichte des schlesischen uradligen Geschlechts der Grafen Posadowsky (1891) samt Weltwende (1920; en samling politiska uppsatser).